# Marco Bocci
Marco Bocciolini, más conocido como Marco Bocci, es un actor italiano conocido por interpretar a Domenico Calcaterra en la serie Squadra antimafia - Palermo oggi.

## Biografía
Se graduó del "Conservatorio Teatrale D'Arte Drammatica "La Scaletta"" dirigida por Giovanni Battista Diotajuti en Roma.
Es buen amigo de la actriz italiana Giulia Michelini.
En el año 2013 salió con la cantante italiana Emma Marrone, pero la relación terminó poco después.
Desde enero de 2014 salió con la actriz Laura Chiatti, la pareja se comprometió y se casaron el 4 de julio en Perugia. La pareja le dio la bienvenida a su primer hijo, Enea Bocciolini, el 22 de enero de 2015. 

## Carrera
Actúa en cine, teatro y televisión, donde empezó por primera vez en 2000.
En 2001 interpreta un papel secundario en la película I cavalieri che fecero l'impresa
En 2005 se unió al elenco de la miniserie Caterina e le sue figlie donde dio vida a Pietro. 
En 2006 apareció en la película Los Borgia donde interpretó al cardenal Pietro Bembo.
Al año siguiente apareció en Graffio di tigre donde dio vida a Nerone.
En 2008 se unió al elenco de la serie Romanzo criminale - La serie donde interpretó al comisario Scialoja hasta el final de la serie en 2010. Ese mismo año apareció como invitado en la serie Ho sposato uno sbirro como Ardea.
Apareció junto a otros actores y personalidades italianas en el video musical "Casting" del grupo pop-rock-folk-punk Mambassa.
En 2011 se unió al elenco principal de la tercera temporada de la serie Squadra antimafia - Palermo oggi, donde da vida al oficial de la policía Domenico Calcaterra.
En 2012 interpretó a Aladino en la película Le mille e una notte: Aladino e Sherazade, transmitido por la cadena Rai 1.
En 2013 participó en el festival del Cinema di Venezia con los cortometrajes The Audition, Italo Barocco y Watch them Fall.

## Filmografía

### Series de televisión
| 2011 - presente | Squadra antimafia - Palermo oggi          | Domenico Calcaterra | 30 episodios            |
| 2012            | Le mille e una notte: Aladino e Sherazade | Aladino             | 2 episodios - miniserie |
| 2008 - 2010     | Romanzo criminale - La serie              | Comisario Scialoja  | 21 episodios            |
| 2008            | Ho sposato uno sbirro                     | Ardea               | 5 episodios             |
| 2006            | Lo zio d'America 2                        | Luca                | miniserie               |
| 2006            | Caterina e le sue figlie                  | Pietro              | miniserie               |
| 2005 - 2006     | Incantesimo 8                             | Adriano Gómez       |                         |

### Películas
| Año  | Título                                    | Personaje      | Notas                                                                                             |
| ---- | ----------------------------------------- | -------------- | ------------------------------------------------------------------------------------------------- |
| 2015 | L'esigenza di unirmi ogni volta con te    |                | junto a Claudia Gerini & Marc Duret                                                               |
| 2015 | Watch Them Fall                           | Marti          | junto a Chiara Bassermann, Gaia Scodellaro, Greta Scarano, Maximilian Dirr & Kristoph Tassin      |
| 2014 | Scusate se esisto!                        |                | junto a Raoul Bova, Paola Cortellesi, Ennio Fantastichini & Corrado Fortuna                       |
| 2014 | Io rom romantica                          | Alessandro     | junto a Claudia Ruza Djordjevic & Antun Blazevic                                                  |
| 2014 | Italo Barocco                             | Antonio Blanco | junto a Barbara Tabita & Elena Radonicich                                                         |
| 2013 | The Audition                              | El Actor       | corto - junto a Valeria Solarino                                                                  |
| 2012 | Le mille e una notte: Aladino e Sherazade | Aladino        | junto a Vanessa Hessler, Paz Vega, Raffaella Rea, Bettina Zimmermann, Stipe Erceg & Rolf Kanies   |
| 2012 | K2 - La montagna degli italiani           | Walter Bonatti | junto a Michele Alhaique, Markus Apperle, Matteo Reza Azchirvani, Bharat Bageria & Massimo Poggio |
| 2011 | C'è chi dice no                           | Pino Conca     | junto a Luca Argentero, Paolo Ruffini, Chiara Francini & Edoardo Gabbriellini                     |
| 2011 | Atelier Fontana - Le sorelle della moda   | Enrico Landi   | junto a Alessandra Mastronardi, Anna Valle, Anna Bonaiuto & Massimo De Santis                     |
| 2010 | La bella società                          | Giorgio        | junto a Raoul Bova, Giancarlo Giannini, Anna Safroncik, Maria Grazia Cucinotta & Enrico Lo Verso  |
| 2008 | Interferenze'                             |                | corto - junto a Michele Lastella                                                                  |
| 2007 | Graffio di tigre                          | Nerone         | junto a Gabriella Pession, Sergio Assisi, Roberto Herlitzka, Andrea Bosca & Rinat Khismatouline   |
| 2006 | Los Borgia                                | Pedro Bembo    | junto a Lluís Homar, Sergio Peris-Mencheta, María Valverde, Sergio Múñiz, Eloy Azorín & Paz Vega  |
| 2001 | I cavalieri che fecero l'impresa          |                | junto a Raoul Bova, Edward Furlong, Marco Leonardi, Thomas Kretschmann & F. Murray Abraham        |

### Apariciones
| Año  | Grupo    | Canción   | Notas         |
| ---- | -------- | --------- | ------------- |
| 2010 | Mambassa | "Casting" | video musical |